# Musculus subclavius
Der Musculus subclavius (lat. für „Unterschlüsselbeinmuskel“) entspringt am Brustbein in der Höhe der ersten Rippe und verläuft an der Unterseite des Schlüsselbeins (Clavicula) in einer Knochenrinne (Sulcus musculi subclavii).
Zum einen stabilisiert er das Schlüsselbein gegen das Brustbein und zum anderen zieht er das Schlüsselbein vor und abwärts. Er polstert die Arteria und Vena subclavia sowie den Plexus brachialis gegen das Schlüsselbein ab. Die Blutversorgung erfolgt über die Arteria thoracica superior.

## Variation
Ansatz am Rabenschnabelfortsatz (Processus coracoideus) anstatt am Schlüsselbein oder sowohl am Schlüsselbein und am Processus coracoideus.

## Klinik
Fehlt der Musculus pectoralis minor, so ist der Musculus subclavius durch die erhebliche Belastung stark vergrößert (Hypertrophie).

## Bilder

Musculus subclavius (in rot). Oberarmknochen und Schulterblatt sind halbdurchsichtig. Animation.
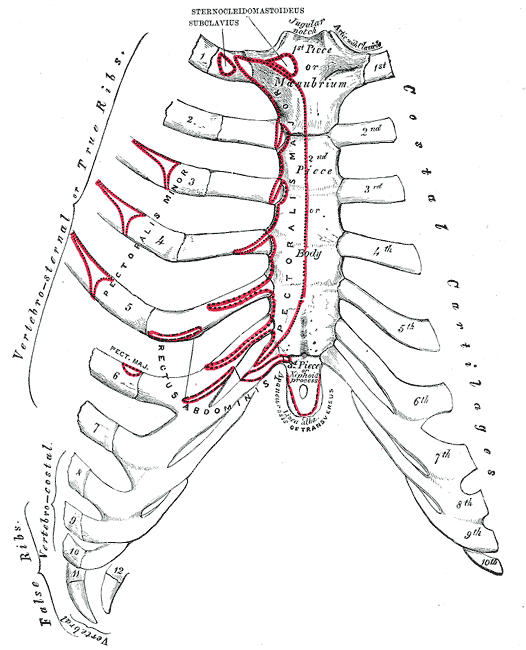
Vordere Fläche des Brustbeins und der Rippenknorpel.